# Mamelon

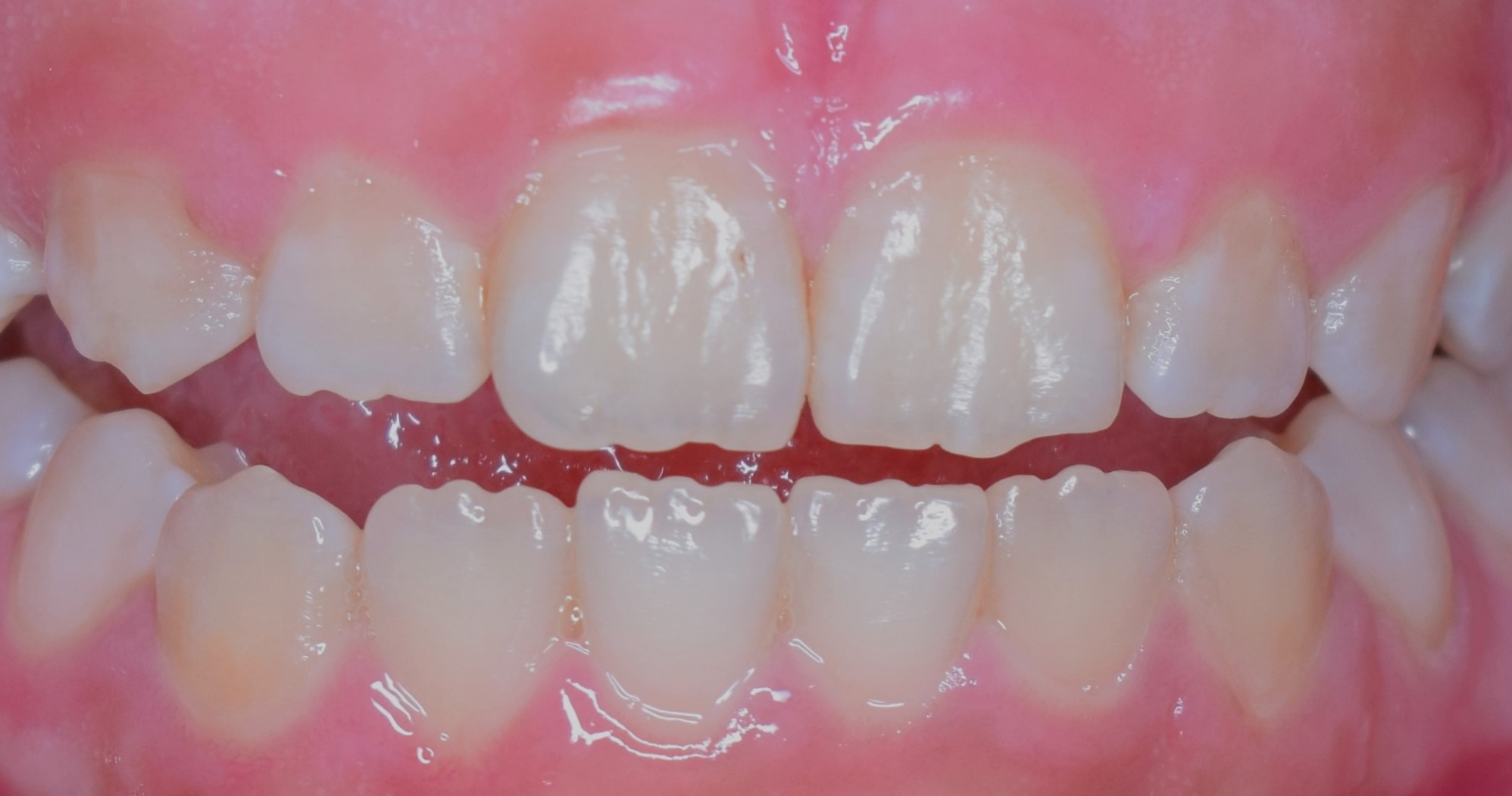

Mamelon (fr. mamelon – sutek) – jedna z trzech zaokrąglonych wypukłości, które występują na krawędzi siecznej zębów siecznych, gdy te się wyrzynają. Mamelony są naturalnym zjawiskiem i szybko zlewają się wraz z wiekiem i ulegają starciu podczas normalnego użytkowania zębów. Ich źródłem są palczaste wyrostki zębiny.